# Altes Fischerufer

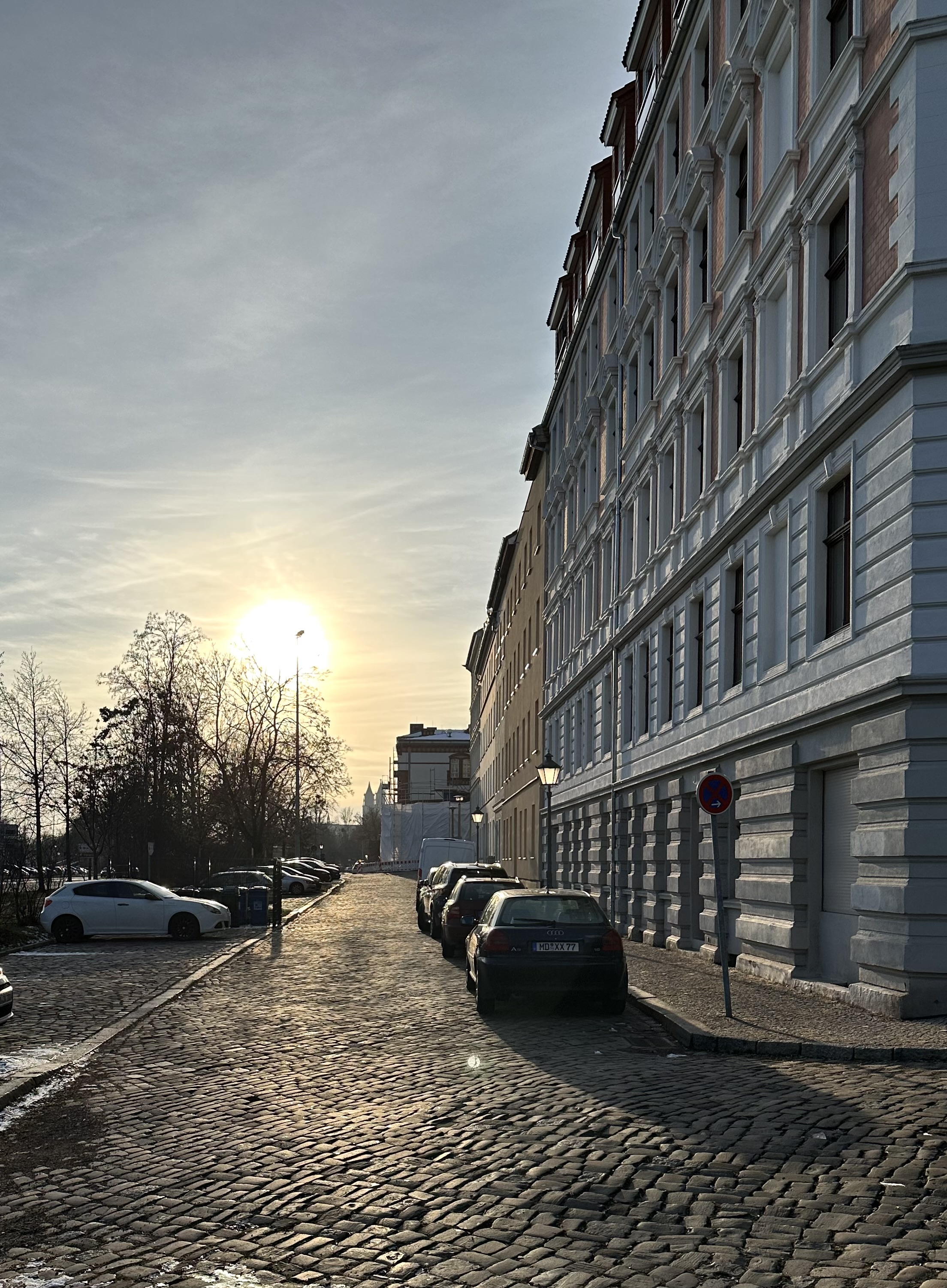
Blick von der Ecke Faßlochsberg, 2024

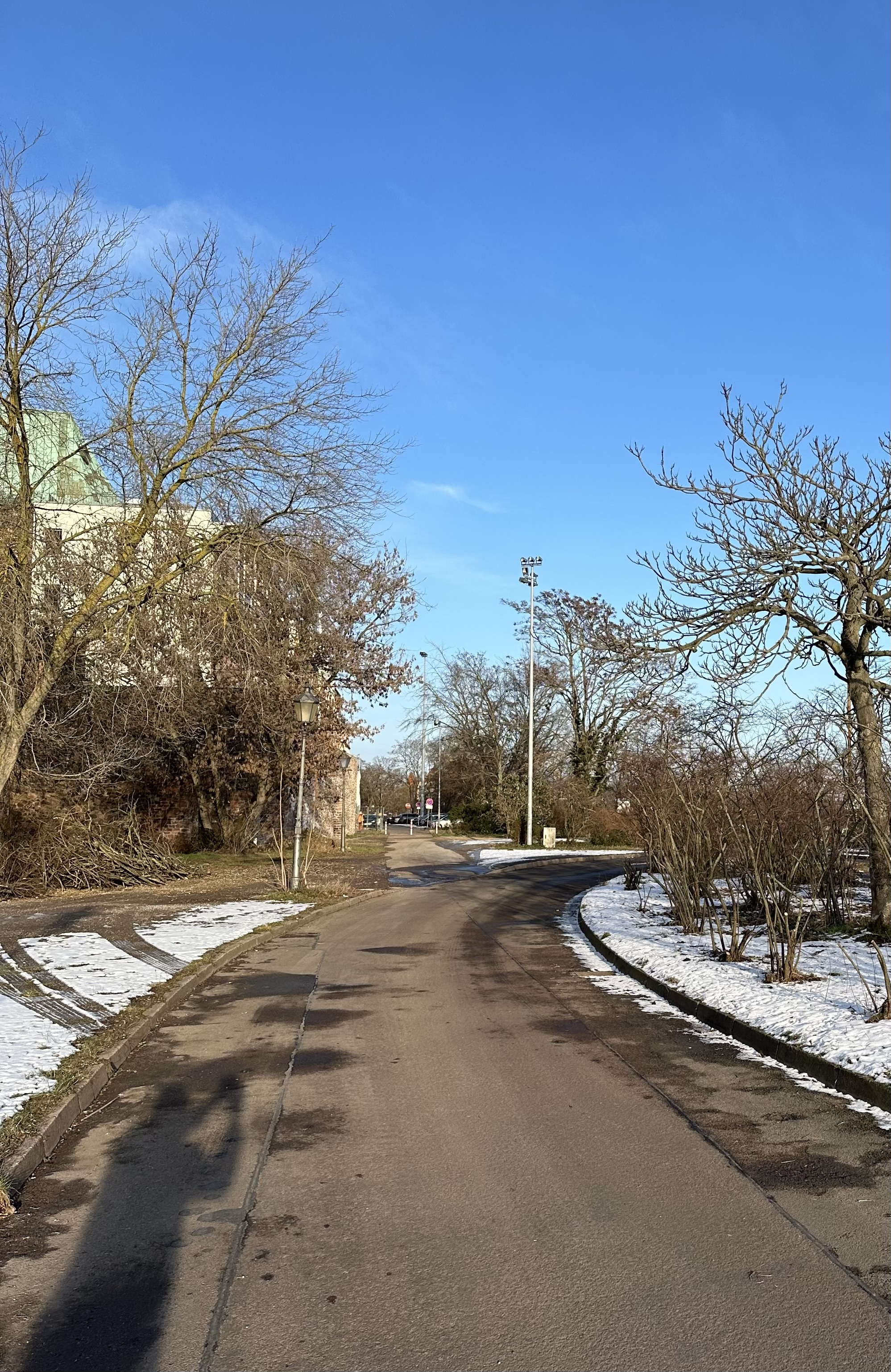
Blick von Süden

Das Alte Fischerufer ist eine Straße in Magdeburg im heutigen Sachsen-Anhalt.

## Lage und Verlauf
Die Straße befindet sich in der Magdeburger Altstadt im sogenannten Knattergebirge. Sie verläuft unweit des linken Ufers der Elbe. Im Süden beginnt sie als nördliche Verlängerung des Knochenhauerufers, an der von Westen einmündenden Straße Petersberg und endet nach etwa 300 Metern im Norden am von Westen einmündenden Faßlochsberg. Östlich verläuft parallel zum Alten Fischerufer das Schleinufer. Eine Bebauung der einst dicht bebauten Straße besteht heute nur auf der Westseite.
Die Hausnummerierung beginnt heute südlich des Faßlochsbergs mit der Nummer 46 und verläuft dann aufsteigend bis zur Nummer 48 bis zur von Westen einmündenden Straße Wallonerberg. Die weiteren Hausnummern sind heute unbebaut oder gehören nicht mehr zur Straße.
Historisch begann die Hausnummerierung am südöstlichen Ende, nahe der Einmündung auf den Petriförder mit der Nummer 1, wobei das Eckhaus zum Petriförder gehörte. Die Nummerierung verlief dann auf der Ostseite aufsteigend bis zur Nummer 5, an der nach Osten die kleine Gasse Fischersteg abging. Nördlich hiervon ging die Nummerierung mit der Nummer 6 weiter. Zwischen Nummer 27 und 28 mündete eine weitere kleine, jedoch unbenannte Gasse ein. Es schlossen sich die Nummern 28 bis 31 an. Nach der 31 befand sich gegenüber dem Faßlochsberg der breite Jakobsförder. Nördlich hiervon standen die Häuser mit den Nummern 32 bis 34, an die sich nach Osten abgehend eine Gasse anschloss. Nördlich hiervon befanden sich die Häuser 35a bis 35 d. Ganz im Norden endete die Straße dann westlich der Lukasklause. Von Westen mündete dort die Kleine Schulstraße ein. Südlich der Kleinen Schulstraße verlief die Nummerierung auf der Westseite mit der Nummer 36 beginnend aufsteigend nach Süden weiter. Zwischen den Nummern 40 und 41 mündete von Westen die Kameelstraße ein. Nach Süden schlossen sich, bis zur Einmündung des Faßlochsbergs, die Nummern 41 bis 44 an. Südlich des Faßlochsberg folgten die, zum Teil noch heute vorhandenen, Nummern 45 bis 48, dann mündet der Wallonerberg ein. Die Bebauung südlich hiervon gehörte nicht zum Alten Fischerufer. Erst weiter südlich, gegenüber dem Fischersteg, befand sich dann die Nummer 49 und südlich hieran anschließend, die weiteren Nummern bis zur 56, nahe der Einmündung des Petersbergs.

## Geschichte

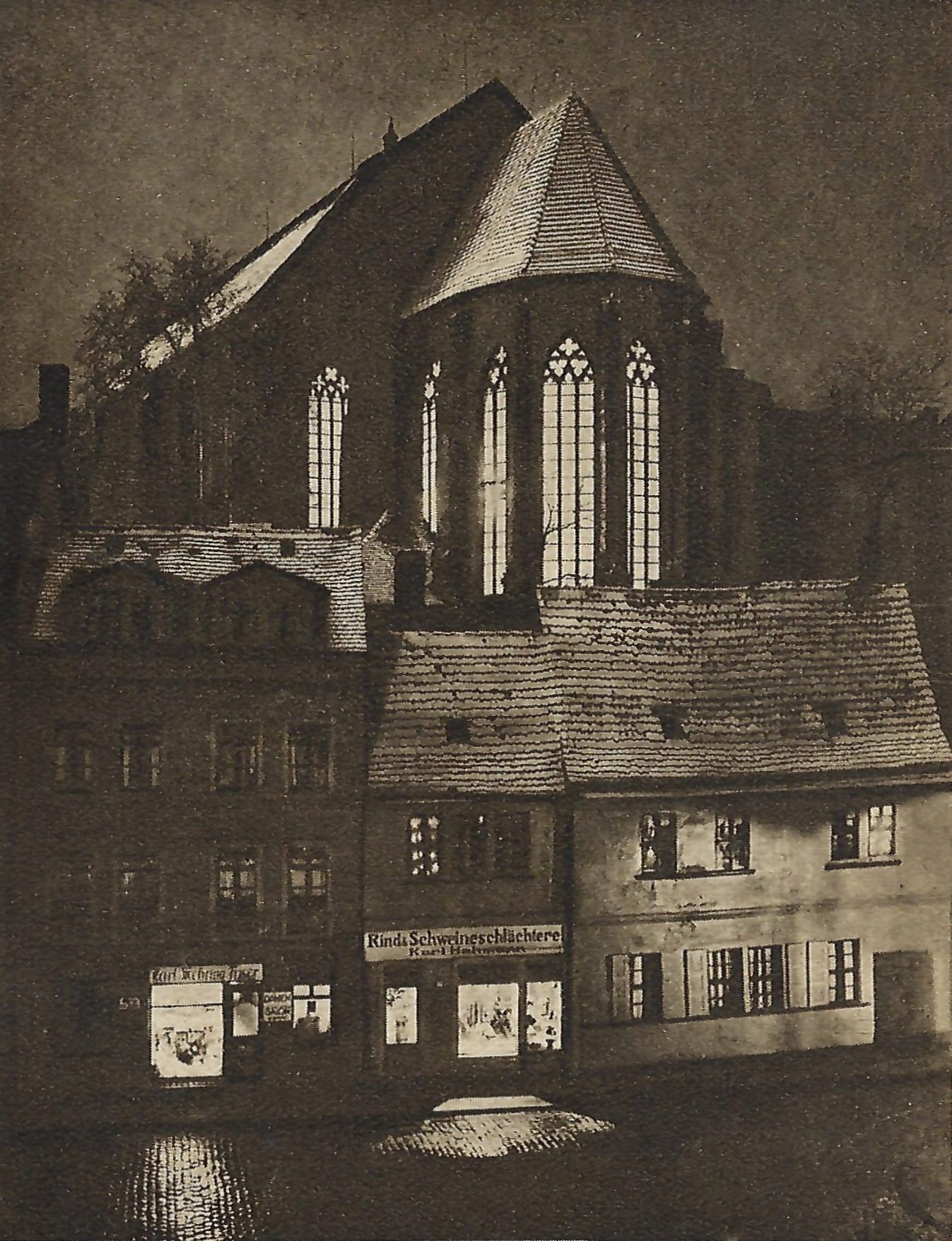
Blick auf das Alte Fischerufer, Hausnummern 54 (rechts) bis 56 (links)

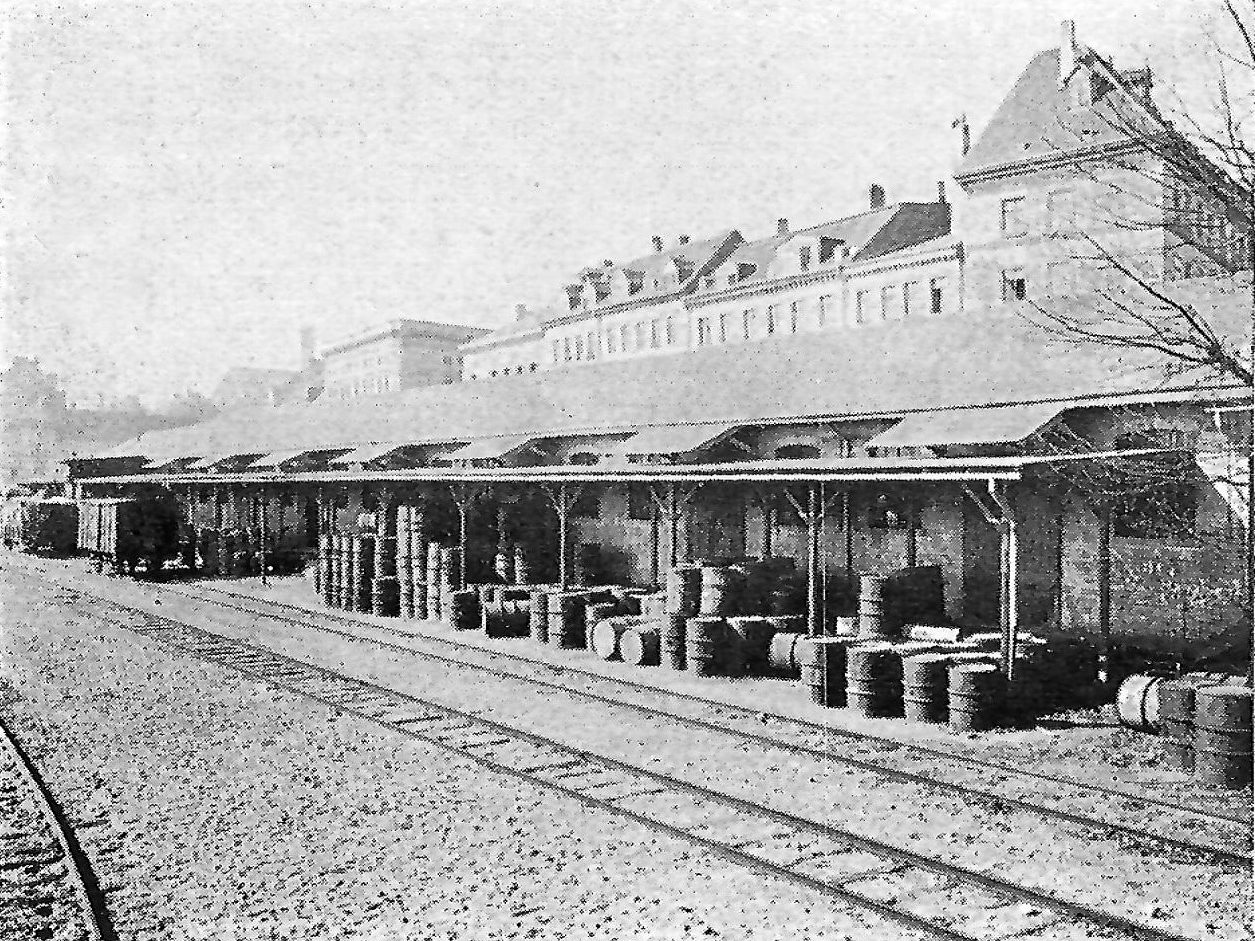
Lagerschuppen Altes Fischerufer 32 bis 35 in den 1920er Jahren; im Hintergrund rechts die Einmündung der Kleinen Schulstraße auf das Alte Fischerufer mit dem Eckhaus Altes Fischerufer 37, links davon die Nummern 38 bis 40 und dann die Einmündung der Kameelstraße

Der Bereich nördlich des Petriförders, zwischen Elbufer im Osten und der Stadtbefestigung im Westen, wurde bereits seit dem Mittelalter und noch bis in das 18. Jahrhundert hinein als Fischerufer oder Fischerstraße bezeichnet. Aus dem Jahr 1454 ist die Benennung vischerovere überliefert, 1457 und 1476 wischerstrate und 1659 Fischergasse. Die Schöppenchronik nannte den Bereich Fischer Vorstadt. Zum Teil wurde auch die Bezeichnung Unter dem Ufer genutzt.
Die Grundstücke auf der Westseite der Straße waren an die Außenseite der Stadtmauer angebaut. Auf der Ostseite reichten sie nach hinten meist bis zum Elbufer. Die Bezeichnung als Fischerufer bezog sich zunächst auf die ganze Strecke vom Petriförder bis zum Turm Preußen, der späteren Lukasklause. Nachdem im nördlichen Abschnitt auf der Ostseite der Straße Anfang des 18. Jahrhunderts das königliche Provianthaus errichtet worden war, hieß das nördlichste Teilstück zumeist Bei dem Provianthaus oder Weg nach Bastion Preußen. Der Name Fischerufer war nur für den Bereich zwischen Petriförder und Jakobsförder gebräuchlich. Mit dem Aufkommen der weiteren Bebauung östlich der Straße zur Elbe hin ergab sich zunächst die Unterscheidung zwischen Fischerufer, alte und neue Seite. Die Unterscheidung zwischen Altem und Neuem Fischerufer trat dann erstmalig 1798 auf. Mit der Einführung der Hausnummerierung wurde das Alte Fischerufer wieder auf seine ursprüngliche Länge bis hin zur Lukasklause geführt.
Wie es der Straßenname vermuten lässt, lebten hier tatsächlich häufig Fischer, die in der nahen Elbe fischten.
Bei der Zerstörung der Stadt Magdeburg im Jahr 1631 blieb die Straße von Zerstörungen verschont. 1717 entstand im nördlichen Abschnitt der Straße, auf ihrer Ostseite, südlich der späteren Lukasklause, ein Kornmagazin als militärisches Provianthaus. Es befand sich zunächst nur auf dem Grundstück 35a, wurde dann jedoch auf die angrenzenden Grundstücke erweitert. Mit der Anlage der Bahnstrecke Magdeburg–Wittenberge in der Mitte des 19. Jahrhunderts wurde in diesem Bereich der Wittenberger Bahnhof angelegt. Als sein Rest befand sich hier noch in den 1930er Jahren an der Adresse Altes Fischerufer 32 bis 35 ein langgestreckter Lagerschuppen.
Die Bebauung auf der Westseite des südlichen Abschnitts, direkt vor der Stadtmauer (Hausnummern 49 bis 56), bestand vor dem Jahr 1631 noch nicht und wurde dann in der Zeit bis 1651 errichtet. 1871 brach im mittleren Teil auf der Westseite – im Bereich der Häuser 45 bis 48 – aufgrund besonders schlechter hygienischer Bedingungen die Cholera aus. Auf behördliche Anordnung mussten die Gebäude daraufhin abgerissen werden. Der Bereich wurde dann neu bebaut.
Während des Zweiten Weltkriegs wurde der Bereich stark zerstört, Teile der westlichen Bebauung, aber auch die Lukasklause, blieben erhalten. In der Zeit der DDR wurde die Straße in großen Teilen nicht wiederaufgebaut. Ihr nördlicher Abschnitt zwischen Faßlochsberg und Lukasklause wurde vom neu angelegten Schleinufer überbaut. Obwohl das ursprünglich parallel verlaufende Neue Fischerufer aufgegeben wurde, blieb es bei der Bezeichnung Altes Fischerufer, obwohl die Unterscheidung zum Neuen aktuell nicht erforderlich ist. Bedingt durch die Aufgabe auch weiterer Straßennamen der Umgebung, wie des Petersbergs, des Knochenhauerufers und der Stephansbrücke, wurden zeitweise auch die südlich der Straße gelegene Gebäude und Einrichtungen, wie die Magdalenenkapelle, der Rosengarten und die Skulptur Magdeburger Originale, zum Alten Fischerufer gezählt. Mit der Wiederbenennung der Wege und Straßen im 21. Jahrhundert erübrigte sich jedoch diese Zuordnung.

## (Historische) Häuser des Alten Fischerufers
| Hausnummer                            | Name                         | Bemerkungen | Gewerbliche Nutzung vor der Zerstörung | Bild                                      |
| ------------------------------------- | ---------------------------- | --- | -------------------------------------- | ----------------------------------------- |
| ohne Nummer                           |                              | Das Gebäude befand sich als Hinterhaus hinter den Nummern Altes Fischerufer 1 und Petriförder 1. Im 18. Jahrhundert wurde es jedoch trotzdem als eigenes Grundstück geführt. Ebenfalls im 18. Jahrhundert gehörte es hingegen zeitweise zum Grundstück Petriförder 3, in den 1930er Jahren zur Nummer 2. |                                        |                                           |
| 1                                     |                              | In der Zeit vor 1651 gehörte das Haus Hans Spangenberg. Von 1651 bis mindestens 1679 war der Zimmermann Hans Kolbe, der zweite Ehemann der Witwe Spangenberg, Eigentümer. 1683 dann bereits seine Erben. |                                        |                                           |
| 2                                     |                              | Bis zum Jahr 1657 hatte das Haus die gleichen Eigentümer wie die Hausnummer 1. Dann veräußerte es Hans Kolbe für 50 Taler an den Fischer Michael Gielau (auch Jülau), der zuvor Mieter war. Gielau verkaufte es 1669 für 80 Taler an den Steuermann Hans Reder (auch Räder), der es zum gleichen Preis 1688 an den Fischer Christian Schmidt weiterverkaufte. |                                        |                                           |
| 3                                     |                              | Von 1651 bis 1669 gehörte es dem Fischer Georg Schmidt, 1683 dann seinen Erben, auf die die Witwe von Michael Gielau folgte. Sie veräußerte das als baufällig bezeichnete Gebäude im Jahr 1696 für 120 Taler an den Fischermeister Joachim Schmidt. 1725 kaufte es Dietrich Wilhelm Siep für 162 Taler. |                                        |                                           |
| 4                                     |                              | In der Zeit von 1631 bis 1651 gehörte es dem Fischer Thomas Beltz (auch Beltzing, Böltz oder Peltz). 1657 verkaufte seine Witwe das Haus für 130 Taler an den Fischer Georg Beltz. Er wurde zuletzt 1696 erwähnt. |                                        |                                           |
| 5                                     |                              | 1631 war Joachim Fincke Eigentümer, 1635 dann Michael Wernicke, dessen Witwe jedoch bereits 1637 als Eigentümerin folgte. Sie veräußerte es 1646 für 40 Taler an den Fischer Heinrich Köhling, der zuletzt 1666 als Eigentümer genannt wurde. Noch in den 1930er Jahren war die Familie Köhling vertreten. 1683 war Stephan Moldenhauer Eigentümer. Seine Erben veräußerten es 1698 für 100 Taler an den Fischer Christian Brinecke, der auch noch 1720 als Eigentümer geführt wurde. |                                        |                                           |
| 6                                     |                              | Im Jahr 1637 gehörte das Haus Christian Dammann, von 1646 bis 1663 dem Schiffer Johann Köhling. Köhling veräußerte das Haus für 150 Taler 1663 an die Erben von Hieronymus Voigt. 1683 und 1690 war der Fischer Johann Voigt Eigentümer. Auf ihn folgte der Fischer Hans Samuel Klemme, der zuerst im Jahr 1698 genannt worden war. 1720 tauschte er das Haus mit dem Haus Neues Fischerufer 21, das dem Fischer Hans Schmidt gehört hatte. Später wurde das Gebäude zeitweise geteilt. |                                        |                                           |
| 7                                     |                              | In den Jahren 1651 bis 1653 war Bartholomäus Heinemann Eigentümer, 1666 Albrecht Schmidt. Der Schiffbauer Christoph (oder Christian) Zartmann wurde erstmalig 1683 als Eigentümer genannt. Ihm gehörte das Haus auch noch im Jahr 1716. |                                        |                                           |
| 8                                     | Zum Karpfen                  | 1631 und 1653 gehörte das Haus Joachim Schmidt, 1683 der Witwe des Fischers Heinrich Schmidt. In den Jahren 1702 und 1712 war der Fischeraltmeister Joachim Schmidt Eigentümer. 1727 wurde Andreas Schmidt für 400 Taler Eigentümer. Später wurde das Haus eine Zeitlang geteilt. Als Hinterhaus gehörte zeitweise das Haus Neues Fischerufer 6 dazu. |                                        |                                           |
| 9                                     |                              | 1638 und 1653 war der Fischer Johann Kater Eigentümer, 1683 dann seine Erben. Später gehörte das Haus dem Holzhändler Hieronymus Gans. Gans veräußerte das Gebäude 1712 für 300 Taler an den Fischer Heinrich Hase. |                                        |                                           |
| 10                                    |                              | In den Jahren 1631 und 1637 wurde Burchard Kratz (auch Gratz) als Eigentümer genannt. 1638 veräußerte seine Witwe das Haus für 54 Taler an Adam Berndt. 1651 gehörte es Adam Ballier, dessen Witwe es 1653 an Barthel Köhling für 150 Taler verkaufte. 1682 und 1683 war die Witwe des Schiffbauers Georg Janicke als Eigentümerin verzeichnet. Ihr folgte als Erbin ihre Tochter, die Witwe Elisabet Belger nach, die das Haus 1702 für 70 Taler an den Färber Herkules Vierne verkaufte. 1711/1712 war Johann Georg Schultze Eigentümer. |                                        |                                           |
| 11                                    |                              | 1631 und 1653 war als Eigentümer Levin Hermann verzeichnet, 1683 und 1694 dann die Witwe des Fleischers Joachim Klopprogge (auch Kloprauch). |                                        |                                           |
| 12                                    |                              | In den Jahren 1651 und 1661 wurde Johann Dulitz (auch Dudelitz) als Eigentümer geführt, 1683 dann seine Erben. Sie veräußerten 1694 das Gebäude für 125 Taler an den Fischer und Holzhändler Gottfried Vester, der es für 100 Taler an Christian Schmidt verkaufte, seine Witwe war noch 1704 Eigentümerin. |                                        |                                           |
| 13                                    |                              | 1651 war der Müller Lüdecke Schulze Eigentümer des Hauses. Seine Witwe veräußerte es 1661 für 200 Taler an den Fischer Zacharias Stelzner. 1683 und 1694 wurde der Fischer Bendix Schmidt geführt. |                                        |                                           |
| 14                                    |                              | Von 1631 bis 1663 gehörte das Haus dem Fischer Klaus Schulze, von 1663 bis 1694 dem Schiffbauer Johann Nitsch (auch Nitze). Nitsche verkaufte 1694 für 160 Taler an den Lohgerber Hieronymus Cattoir. |                                        |                                           |
| 15                                    |                              | In den Jahren 1650 und 1658 wurde Dietrich Schultze als Eigentümer geführt, 1683 der Fischer Gottfried Wolter und 1694 Levin Knoche. Im 18. Jahrhundert wurde das Grundstück geteilt. |                                        |                                           |
| 16                                    |                              | Im Jahr 1650 veräußerte Joachim Wegener das unbebaute Grundstück für 39 Taler an Arnd Belling. Belling errichtete in der Zeit bis 1653 ein Haus. 1681 gehörte es dem Fischer Bartel Richter, 1683 und 1694 seiner Witwe. Von 1703 bis 1704 war ihre Erbin, die Witwe des Ratsmüllers Zartmann. Im Jahr 1726 erwarb es das Mitglied der Pfälzer Kolonie Philipp Georg Schultze für 363 Taler. |                                        |                                           |
| 17                                    |                              | 1631 gehörte das Haus Hans Bernd. Seine Erben veräußerten 1650 das unbebaute Grundstück an den Fischer Hans Most (auch Moest). Als Kaufpreis waren 110 Taler vereinbart, wobei darin auch das mit einem Häuschen bebaute Grundstück Nummer 18 umfasst war. Most errichtete ein Haus, das 1660 seiner Witwe gehörte. Für 150 Taler erbte es 1662 Sophie Most. 1683 war der Fischer Ulrich Most Eigentümer, dessen Erben es 1684 für 180 Taler an den Schiffer Hans Räder (auch Reder) veräußerten. Er wurde noch 1693 als Eigentümer genannt. 1703 verkaufte es dann die Witwe von Christoph Zartmann für 280 Taler an den Schönfärber Perre Latelle. Schon 1704 gehörte es dann jedoch dem Weißgerber Jean Bicheur. |                                        |                                           |
| 18                                    |                              | Noch bis zum Jahr 1660 gehörte es den gleichen Eigentümern wie das benachbarte Grundstück Nummer 17. Ulrich Most erbte es dann im Jahr 1662. In den Jahren 1683 und 1710 wurde als Eigentümer der Fischer Johann Zartmann genannt. |                                        |                                           |
| 19                                    |                              | 1631 war Andreas Ritzow (auch Adam Ritze) Eigentümer. Seine Ehefrau verschenkte es an die Kämmerei, die es 1649 für 260 Taler an den Fleischer Moritz Kloth veräußerte. Kloths Erben wurden 1683 als Eigentümer geführt. 1694 wurde das Haus für 200 Taler vom Schiffmüller Christian Brüsecke an den Lohgerber Wilhelm Spitta verkauft. |                                        |                                           |
| 20                                    |                              | Im Jahr 1651 gehörte das Haus Johann Verchlas (auch Fähr-Klaus oder Verchklaus). Schon 1652 und auch 1659 wurde dann seine Witwe als Eigentümerin genannt. Später folgte der Fährknecht David Schütze als Eigentümer. Seine Witwe veräußerte das Haus 1678 an den Musketier und späteren Schuhflicker Michael Krönecke (auch Grenecke). 1683 und auch 1694 gehörte es dann seinen Erben. |                                        |                                           |
| 21                                    | Innungshaus der Fischergilde | Im Jahr 1454 gehörte das Haus der Witwe von Klaus Eggerde und diente als privates Haus. Zum Gebäude gehörte als Hinterhaus das Grundstück Neues Fischerufer 22. Ab wann es der Fischergilde gehörte, ist unklar, zumindest war dies jedoch bereits vor 1631 der Fall. 1639 erfolgte eine Erneuerung, auf die die Inschrift am Standbild des Heiligen Petrus verweist, die in den 1930er Jahren am Haus Neues Fischerufer 22 abgebracht war. Später wurde es von der Innung verkauft. |                                        |                                           |
| 22                                    |                              | 1637 gehörte das Haus Martha Müller, danach ihrem Ehemann Barthel Wanzleben. Zum Anwesen gehörte als Hinterhaus das Grundstück Neues Fischerufer 23. Im Jahr 1647 veräußerte Wanzleben das Vorderhaus für 105 Taler an den Müller Heinrich Peckel (auch Peickel). Peckel verkaufte es 1659 für 160 Taler an den Leineweber Henning Berger. 1683 gehörte es dann dem Schiffmüller Christian Brüsecke, der es 1694 an den Tuchmacher Peter Jordan veräußerte. Jordan verkaufte 1697 für 120 Taler an den Schiffknecht Christoph Siedersleben, dessen Witwe 1701 Eigentümerin war. 1719 gehörte es Andreas Klenzmann. |                                        |                                           |
| 23                                    |                              | Im Jahr 1631 war Jakob Kleine (auch Kleinau oder Kleinow) Eigentümer. Von 1651 bis 1653 gehörte es seiner Witwe, 1683 dann dem Fischer Jakob Kleinau. 1701 war der Färber Pierre Coutaud Eigentümer, der es 1713 an den Färber Arnaud Delmas verkaufte. |                                        |                                           |
| 24                                    |                              | Erster bekannter Eigentümer war Heinrich Schmidt. 1650 und 1653 war dann jedoch bereits Peter Hörnecke als Eigentümer verzeichnet, später seine Erben. Für 50 Taler übernahm es der Miterbe Bartold Hörnecke in alleiniges Eigentum. Für 150 Taler verkaufte er es 1665 an den Schiffknecht Hans Weißbarth. 1682 gehörte es seinen Erben. Es folgte der Branntweinbrenner Michael Thomas (auch Thoms), dessen Witwe dann zuerst im Jahr 1708 als Eigentümerin genannt wurde. Das Gebäude verfiel sodann. 1749 war das Grundstück wüst. Als Hinterhaus gehörte zum Anwesen das Gebäude Neues Fischerufer 25. |                                        |                                           |
| 25                                    |                              | 1631 gehörte das Gebäude dem Rottmeister Martin Hoff. Beim Verkauf des Hauses im Jahr 1650 wurde als Eigentümer Martin Hoffmeister genannt. Verkauft wurde es in diesem Jahr von seinen Erben, den Fischern Joachim und Arnd Reinicke, für 60 Taler an Jürgen Verchlas (auch Fehr-Klaus). Er blieb zumindest bis 1670 Eigentümer. Im Jahr 1683 wurde der Waschkahnbesitzer Zacharias Böttiger als Eigentümer genannt. Es folgte der 1710 verstorbene Steuermann Johann Heinrich Stelter. Von ihm erbte es Anna Christiane Freyberg, die es noch 1710 an den Fischer Christian Brinecke für 150 Taler veräußerte. |                                        |                                           |
| 26                                    |                              | Das Grundstück gehörte als Garten zum benachbarten Haus Altes Fischerufer 27. In der Zeit von 1631 bis 1670 war der Bader Andreas (oder Arnd) Michael der Besitzer. Er verkaufte sowohl Garten als auch Haus im Jahr 1670 an Henning Mantel für 260 Taler. Später erwarb ein Franzose den Garten, der so vom Haus abgetrennt wurde und errichtete hier ein eigenes Haus. 1711 gehörte es Blanquet (auch Planke). Noch bis zum Jahr 1752 blieb das Haus im Eigentum von Angehörigen der Französischen Kolonie. |                                        |                                           |
| 27                                    | Gosecken-Badstube            | Die Bedeutung des Namens Gosecke ist nicht klar. Es könnte sich um einen ehemaligen Eigentümer gehandelt haben. Denkbar ist auch eine Bedeutung im Sinne von Gänschen oder Gänse-Ecke. Tatsächlich war das Gebäude ein Eckhaus zu einem nördlich des Hauses auf das Alte Fischerufer einmündenden Durchgang. Die Eigentümer waren zunächst identisch mit denen des benachbarten Grundstücks Altes Fischerufer 26, das als Garten genutzt wurde. 1683 wurde letztmalig der Bader Henning Mantel als Eigentümer genannt. Die Nutzung als Badstube endete nach ihm. Im Jahr 1704 gehörte das Gebäude dem Fischer Hans Zander, der es 1715 für 100 Taler an die Witwe des Schiffers Andreas Mörder veräußerte. Später diente das Gebäude als Hinterhaus des Grundstücks Neues Fischerufer 27, 28. |                                        |                                           |
| 28                                    |                              | 1631 war der Bader Andreas Michael Eigentümer. 1649 veräußerte er das Haus für 100 Taler an den Fleischer und Braumeister Joachim Klopprogge (auch Klopprock). Klopprogge verkaufte es 1659 an den Färber Joachim Lüders für 120 Taler. Seiner Witwe gehörte es 1680. Sie verkaufte 1689 für 115 Taler an den Steuermann Jakob Brandt, der zuletzt 1712 als Eigentümer erwähnt wurde. 1716 veräußerte es der Steuermann Thomas Schmidt für 600 Taler an den Steuermann Christian Thomas Schmidt. |                                        |                                           |
| 29                                    |                              | Im Jahr 1631 gehörte das Haus Andreas Bielefeld, später dann der Witwe von Paul Bielefeld. Sie war auch die Witwe von Hans Wilken. 1657 veräußerte sie das Haus für 45 Taler an den Fischer Joachim Bernd. In den Jahren 1683 und 1716 wurde der Steuermann Thomas Schmidt als Eigentümer geführt. |                                        |                                           |
| 30                                    |                              | Zunächst war das Grundstück unbebaut. 1649 veräußerte die Witwe von Hans Vitzmann das noch leere Grundstück für 15 Taler an den Schiffbauer Valentin Schulte. Ein Haus wurde erst nach 1653 errichtet. Schultes Erben waren 1683 Eigentümer des Gebäudes. 1706 und 1712 wurde der Schiffer Christian Bernau als Eigentümer geführt. |                                        |                                           |
| 31                                    |                              | 1631 gehörte das Haus Melchior Knopf, später dann der Witwe von Stephan Knop. Sie veräußerte das Gebäude 1653 für 110 Taler an den Klosterschreiber Tobias Hahne. 1662 verkauften dann seine Erben die als baufällig beschriebene Wohnung für 60 Taler an den Fischer Ulrich Most. 1683 und auch 1689 wurden die Erben von Georg Fricke, 1706 und 1718 der Fischer Hans Fricke als Eigentümer geführt |                                        |                                           |
| 32 (alt) heute Schleinufer            |                              | In den Jahren 1651 und 1654 gehörte das Haus dem Fischer Wilhelm Hermes (auch Hermanns). 1683 wurde es als Stätte des Michael Wollust bezeichnet. Mit der Anlegung des Wittenberger Bahnhofs wurde das Grundstück Teil des Bahnhofsareals. |                                        |                                           |
| 33 (alt) heute Schleinufer            |                              | Der Fischer Andreas Eichstedt (auch Eickstedt) war 1631 Eigentümer des Hauses. 1651 und 1654 wurde seine Witwe als Eigentümerin geführt. Sie heiratete Hans Gräning, wurde jedoch noch 1683 als Eigentümerin genannt. Mit der Anlegung des Wittenberger Bahnhofs wurde das Grundstück Teil des Bahnhofsareals. |                                        |                                           |
| 34 (alt) heute Schleinufer            |                              | In den Jahren 1651 bis 1653 gehörte das Haus Andreas Knake. Mit der Anlegung des Wittenberger Bahnhofs wurde das Grundstück Teil des Bahnhofsareals. |                                        |                                           |
| 35a (alt) heute Schleinufer           |                              | Im Jahr 1651 gehörte das Haus Georg Kurtz (oder Kuetz), 1683 dann dem Tischler Martin Krüger. 1717 entstand auf dem Grundstück ein Kornmagazin als militärisches Provianthaus. Der zu diesem Zeitpunkt hier lebende Simon Heinrich Pulver musste Haus und Holzstrecke abreißen und verzog auf den Werder. Später wurde diese Nutzung auf benachbarte Grundstücke ausgedehnt. |                                        | Lagerschuppen Altes Fischerufer 32 bis 35 |
| 35b (alt) heute Schleinufer           |                              | 1651 gehörte die Stätte Jakob Haberstros. Auch in der nachfolgenden Zeit war das Grundstück noch lange unbebaut. Erst im Jahr 1758 ist das Bestehen eines Hauses belegt. Es wurde jedoch später mit dem benachbarten Kornmagazin vereinigt. |                                        |                                           |
| 35c (alt) heute Schleinufer           |                              | Das unbebaute Grundstück gehörte 1651 dem Bader Andreas Michels. Es blieb lange wüst und stand später im Eigentum von Mitgliedern der Pfälzer Kolonie. Noch später wurde es dann Teil des Kornmagazins. |                                        |                                           |
| 35d (alt) heute Schleinufer           |                              | Das ursprünglich als Färbehaus der Lakenmacherinnung genutzte Gebäude wurde wohl in der Zeit nach 1631 nicht wieder für diesen Zweck in Betrieb genommen. 1651 wurde es nur noch als Stelle bezeichnet, die dann bis 1753 wüst lag. Erst dann wurde wieder ein privat genutztes Gebäude errichtet, das später aber Teil des Kornmagazins wurde. |                                        |                                           |
| ohne Nummer (alt) heute Schleinufer 1 | Lukasklause                  | Wehrturm |                                        | Lukasklause                               |
| 36                                    |                              | In den Jahren 1651 bis 1653 gehörte das Haus Andreas Norwegen, noch 1683, zu diesem Zeitpunkt lag das Haus jedoch wüst, seiner Witwe. Später wurde es als Nebenhaus der benachbarten Nummer 37 geführt, noch später ging es ganz in der Nummer 37 auf, so dass in den 1930er Jahren keine Nummer 36 mehr bestand. |                                        |                                           |
| 37                                    |                              | 1651 bis 1653 war Burchard Konrad Eigentümer des Hauses, später Katharine Eckstein. Im Jahr 1700 wurde das als wüst bezeichnete Grundstück, gemeinsam mit der benachbarten Nummer 18, von Konrad Racke für 16 Taler an Andreas Thiele veräußert. Thiele verkaufte die Nummer 37 für 10 Taler im Jahr 1703 an Valentin Uhle (auch Hühle), der hier ein Haus errichtete und zuletzt 1716 erwähnt wurde. Später gelangte die Nummer 36 als Nebenhaus hinzu. |                                        |                                           |
| 38                                    |                              | Von 1651 bis 1653 wurde Mathias Blanke (auch Planck) als Eigentümer geführt. Er war auch noch 1683 Eigentümer, wobei das Haus zu diesem Zeitpunkt als wüst bezeichnet wurde. Bis 1703 gehörte die Stelle mit zur benachbarten Nummer 37. Seit 1700 gehörte sie Andreas Thiele, der auf dem Grundstück Nummer 38 ein Haus errichtete, das noch 1716 seiner Witwe gehörte. |                                        |                                           |
| 39                                    |                              | 1648 gehörte das Haus Paul Haverland senior, von 1651 bis 1653 dann Paul Haberland junior, der auch noch 1683 als Eigentümer der dann allerdings wüsten Stätte genannt wurde. Im Jahr 1704 war der Fischer Andreas Schrader Eigentümer. |                                        |                                           |
| 40                                    |                              | Das Haus gehörte 1651 bis 1653 der Witwe von Daniel Lübner (auch Lipner). Später fiel die Stelle an die Kämmerei, von der es Nikolaus Lücke erwarb. Lücke verkaufte das Haus 1697 für 100 Taler an den Fischer Andreas Friedrich Schrader, der es 1704 an den Schiffknecht Klaus Kröger verkaufte, der noch bis 1733 Eigentümer blieb. |                                        |                                           |
| 41                                    |                              | 1651 gehörte die Stelle Gertrud Grape. 1700 und 1718 war es der Schiffer Philipp Pentz (auch Benz), der hier eine Holzstrecke betrieb. |                                        |                                           |
| 42                                    |                              | Im Jahr 1651 war Joachim Benekes Eigentümer der Stätte, 1683 dann der Ratmann Pfeils. Später diente es als Gerberhaus des Lohgerbers Heinrich Heinecke. Heinecke veräußerte das Haus im Jahr 1700 für 300 Taler an Pentz, der zuletzt im Jahr 1700 als Eigentümer erwähnt wurde. |                                        |                                           |
| 43                                    | Zum schwarzen Roß            | Noch bis Ende des 18. Jahrhunderts befanden sich auf dem recht großen Grundstücke zwei Häuser. Das nördliche gehörte 1631 Hans Fehrmann (auch Fuhrmann), der auch noch 1651/1652 Eigentümer, der dann allerdings wüsten Stelle, war. Die Fläche gehörte 1683 Joachim Haferland. Ein dort gebautes Haus stand im Eigentum des Gefreiten Matthias Niklas, der es 1692 für 54 Taler an den Musikanten Christian Grunenthal veräußerte. 1695 verkaufte Grunenthal für 48 Taler an den Schiffknecht Hans Briede (auch Brede), der zuletzt 1717 erwähnt wurde. Der südliche Teil des Grundstücks war vor 1651 wüst und gehörte Paul Haberland, 1651 dann Johann Wolters und 1683 Joachim Haferland. Bebaut wurde das Grundstück später von einem Hugenotten. In der Zeit um 1823 gehörte das Haus dem Schönfärber Carl Lefebüre, der auf dem Grundstück eine Seiden- und Baumwollfärberei betrieb. Bis 1942/1943 war der Kaufmann F. Gladigau Eigentümer. In den beiden Eingängen des Grundstücks lebten insgesamt 18 Arbeiter bzw. Angestellte mit ihren Familien. Das ein Pferd darstellende Hauszeichen befand sich noch bis 1944/1945 am Gebäude, war jedoch nach der Zerstörung nicht mehr auffindbar. |                                        |                                           |
| 44                                    |                              | Im Jahr 1651 war die Stelle wüst und gehörte Paul Haberland, später dann der Kämmerei. 1683 war Joachim Haferland Eigentümer, das Grundstück war jedoch weiterhin wüst. In späterer Zeit gehörte es einem Kolonisten. |                                        |                                           |
| 45(a) (alt) heute Faßlochsberg 11a    | Zum Fuchsloch                | Das ehemalige Grundstück Altes Fischerufer 45 war noch bis in die Mitte des 18. Jahrhunderts mit zwei Häusern bebaut. Auf dem nördlichen Teil, der in etwa die Nummer Faßlochsberg 11a umfasst, befand sich 1651 bis 1653 ein Paul Haberland gehörendes Haus. 1871 brach hier und in den benachbarten Häusern Altes Fischerufer 46 bis 48 aufgrund besonders schlechter hygienischer Bedingungen die Cholera aus. Auf behördliche Anordnung mussten die Gebäude daraufhin abgerissen werden. Die Nummer 45 kam noch 1871 mit zur Nummer 11, dem Haus Zum Fuchsloch. |                                        | Zum Fuchsloch                             |
| 45(b) (alt) heute Faßlochsberg 11b    | Haus Freitag                 | Das ehemalige Grundstück Altes Fischerufer 45 war noch bis in die Mitte des 18. Jahrhunderts mit zwei Häusern bebaut. Das auf dem Südteil stehende Haus gehörte 1651 bis 1653 Andreas Bröseke (auch Brüsecke). Nach einem hier 1871 erfolgten Ausbruch der Cholera, musste das Haus abgerissen werden. Das Grundstück kam zum benachbarten Grundstück Faßlochsberg 11 und wurde neu mit dem heutigen Haus Freitag bebaut. |                                        | Haus Freitag                              |
| 46                                    |                              | Im 17. Jahrhundert war das Grundstück mit zwei Häusern bebaut. Der nördliche Teil gehörte Anna List, geborene Ercke. 1651 bis 1653 war Johann Robrans Eigentümer des Hauses. 1683 wurde das Grundstück wieder als Stätte geführt. Das auf dem südlichen Teil befindliche Haus gehörte ebenfalls Anna List, die es 1636 für 150 Taler an Hans Ericke verkaufte. Er wurde zuletzt 1653 erwähnt. In der Mitte des 18. Jahrhunderts waren die beiden Teile wieder vereint. |                                        | Altes Fischerufer 46                      |
| 47                                    |                              | 1637 gehörte das Haus dem Schiffknecht Urban Haverland. Sein Erbe war der Weißkramer Joachim Tenzer, der das Haus im Jahr 1650 für 60 Taler an den Schiffknecht Stephan Robran veräußerte. Robran verstarb zwar 1652, trotzdem wurde die Stätte auch noch 1683 unter seinem Namen geführt. |                                        | Altes Fischerufer 47                      |
| 48                                    |                              | Im Jahr 1650 gehörte das Haus Georg Büttner. Von ihm ist überliefert, dass er notorisch von Almosen gelebt haben soll. Er wurde letztlich im Georgenstift aufgenommen, dem 1654 dann das Haus überschrieben wurde. 1683 wurde der Fischer Johann Bernau als Eigentümer geführt. Im 18. Jahrhundert gehörte das Grundstück dann Dominique Costes, dessen Familie auch noch 1829 Eigentümer war. |                                        | Altes Fischerufer 48                      |
| ohne Nummer                           |                              | Futtermauer und Bebauung am Wallonerberg |                                        | Altes Fischerufer, Westseite              |
| 49                                    |                              | Vor 1631 unbebaut. In den Jahren 1651 bis 1659 gehörte das Haus Johann Lessing, der zunächst als Schulmeister, später als städtischer Korporal tätig war. 1683 wurde der Fischer Andreas Schöbel (auch Schiebel) als Eigentümer geführt. Er veräußerte das Haus im Jahr 1708 für 50 Taler an den Schiffer Hans Schmidt, der noch im Jahr 1716 Eigentümer war. |                                        |                                           |
| 50                                    | Zur schwarzen Windmühle      | Vor 1631 unbebaut, gehörte das Grundstück 1651 dem Müller Joachim Reinecke, dann den Erben von Christoph Germer. Noch 1651 veräußerten die Erben die Stelle für 30 Taler an den Fischer Georg Peltz (auch Beltz). Peltz bebaute das Grundstück und verkaufte das Haus 1659 für 85 Taler an den Fischer Bastian Feilecke. Er vererbte es seiner Tochter, die es 1716 für 250 Taler an die Witwe ihres Bruders Christoph Gottfried Feilecke verkaufte. |                                        |                                           |
| 51                                    |                              | In den Jahren vor 1631 war das Grundstück unbebaut. 1650 bis 1675 gehörte es Joachim Reinecke. 1683 wurde die Witwe des Fischers Arnd Reinecke als Eigentümerin geführt, 1701 der Schiffbauer Hans Nitze (auch Nitsche). Seine Erben veräußerten die wüste Stelle im Jahr 1716 für 30 Taler an den Steuermann Thomas Neitge, der sie 1719 für 54 Taler an Jakob Bock (auch Wock) verkaufte. |                                        |                                           |
| 52                                    |                              | In der Zeit vor 1631 war die Stelle unbebaut und gehörte Hans Meißner. Sie fiel dann an die Kämmerei, von der sie 1650 der Fischer Arnd Reinicke für 24 Taler erwarb. 1675 und 1679 wurde als Eigentümer des Hauses Michael Treudel (auch Treidel oder Trödel) geführt, 1683 und 1703 dann der Schiffbauer Hans Nitsche. 1716 veräußerten es seine Erben für 310 Taler an den Fischer Heinrich Wolter. |                                        |                                           |
| 53                                    |                              | In der Zeit vor 1631 war die Stätte unbebaut. Auf der Rückseite des Grundstücks befand sich jedoch in der Stadtmauer ein Turm, der in der Zeit um 1700 noch mehrfach als Pulverturm erwähnt wurde. Das Grundstück gehörte 1651 Jakob Gorries als Stätte. Er veräußerte es 1661 an Peter Hartstake. 1675 wurde Magnus Hermann, 1683 der Fleischer und Müller Heinrich Schmidt als Eigentümer geführt. Seine Erben veräußerten 1685 das Haus an den Sohn, den Müller Heinrich Schmidt, der es für 130 Taler im Jahr 1695 an den Rotgerber Heinrich Heinecke verkaufte. Heinecke veräußerte es 1703 für 300 Taler an den Weißgerber Jean Bicheur, der allerdings den Kaufpreis nicht zahlen konnte, so dass es 1704 als Gläubiger Burchard Müller, Prediger der Wallonischen Gemeinde, übernehmen musste. Er veräußerte es noch im gleichen Jahr für 270 Taler an den Maurermeister Johann Christoph Böse. Böse wurde zuletzt 1720 erwähnt. |                                        |                                           |
| 54                                    |                              | Das vor 1631 unbebaute Grundstück gehörte in der Zeit von 1649 bis 1651 Peter Schomann, 1683 und 1693 dann dem Bierschenk Joachim Wegener. Im Jahr 1702 wurde der Segelmacher Nikolaus Krause als Eigentümer geführt, der das Haus für 386 Taler im Jahr 1715 an den Strumpfweber Johann Christoph Perkner (auch Bürkner) veräußerte. Von ihm erwarb es 1720 für 380 Taler der Maurer Peter Christoph Böse. |                                        | Altes Fischerufer 54                      |
| 55                                    |                              | Vor 1631 war das Grundstück unbebaut. Im Jahr 1649 veräußerte Hermann Kuno ein hier stehendes Haus für 120 Taler an den Müller Michael Röhling (auch Röleke). Von seinen Erben erwarb es 1687 für 115 Taler der Schiffbauer Joachim Rose. 1715 wurde Christian Münster (auch Münzer) als Eigentümer geführt, 1720 dann seine Witwe. |                                        | Hof                                       |
| 56                                    |                              | Das in der Zeit vor 1631 unbebaute Grundstück gehörte 1651 bis 1653 Michael Wernicke. 1654 verkaufte seine Witwe das als baufällig beschriebene Häuschen für 140 Taler an Bartel Heinemann. 1683 und 1687 wurde der Fischer Bendix Schmidt, 1715 dann der Fleischer Tobias Amhoff als Eigentümer genannt. |                                        | Altes Fischerufer 56 (links)              |